# Top Four Cup (Irlandia Północna)
Puchar Czwórki Najlepszych (ang. Top Four Cup) – trofeum przyznawane zwycięskiej drużynie turnieju piłkarskiego rozgrywanego pomiędzy czwórką najlepszych klubów Mistrzostw Irlandii Północnej w danym sezonie. Rozgrywki odbywały się w latach 1965–1969.

## Historia
W sezonie 1965/66 odbyła się pierwsza edycja Pucharu Czwórki Najlepszych. W maju 1966 roku w finale Derry City F.C. pokonał 2:1 Linfield F.C. Po czterech latach turniej został odwołany.

## Format
Turniej Puchar Czwórki Najlepszych w Irlandii Północnej rozgrywany był zakończeniu każdego sezonu. Wszystkie edycje rozpoczynały się z dwóch meczów półfinałowych, potem przegrani walczyli w meczu o 3 miejsce, a zwycięzcy przechodziły do finału. W przypadku remisu po upływie regulaminowego czasu gry przeprowadzana była powtórka, jeżeli i ona nie wyłoniła zwycięzcę to zarządzana była kolejna powtórka.

## Zwycięzcy i finaliści
| Sezon                                          | K | K | T | Zwycięzca       | Wynik | Finalista      | Data, miejsce                 | Uwagi |
| Puchar Czwórki Najlepszych (ang. Top Four Cup) |   |   |   |                 |       |                |                               |       |
| 1965/66                                        |   |   | 1 | Derry City F.C. | 2:1   | Linfield F.C.  | ??.05.1966, The Oval, Belfast |       |
| 1966/67                                        |   |   | 1 | Linfield F.C.   | 2:1   | Coleraine F.C. | 17.05.1967, Solitude, Belfast |       |
| 1967/68                                        |   |   | 2 | Linfield F.C.   | 3:1   | Coleraine F.C. | 30.05.1968, Solitude, Belfast |       |
| 1968/69                                        |   |   | 1 | Coleraine F.C.  | 1:0   | Linfield F.C.  | 16.04.1969, The Oval, Belfast |       |

Uwagi:

- wytłuszczono i kursywą oznaczone zespoły, które w tym samym roku wywalczyły mistrzostwo i Puchar kraju (dublet),
- wytłuszczono zespoły, które zdobyły mistrzostwo kraju,
- kursywą oznaczone zespoły, które zdobyły Puchar kraju.

## Statystyka

### Klasyfikacja według klubów
W dotychczasowej historii Pucharu Czwórki Najlepszych Irlandii Północnej na podium oficjalnie stawało w sumie 3 drużyny. Liderem klasyfikacji jest Linfield F.C., który zdobył trofeum 2 razy.
Stan na 31.05.2022. 
| Lp. | Klub            | Zdobywca | Finalista     | Zwycięskie sezony | Przegrane finały |   |   |                  |                  |
| --- | --------------- | -------- | ------------- | ----------------- | ---------------- | - | - | ---------------- | ---------------- |
| Lp. | Klub            | 1.       | Linfield F.C. | Zwycięskie sezony | Przegrane finały | 2 | 2 | 1966/67, 1967/68 | 1965/66, 1968/69 |
| 2.  | Coleraine F.C.  | 1        | 2             | 1968/69           | 1966/67, 1967/68 |   |   |                  |                  |
| 3.  | Derry City F.C. | 1        | 0             | 1965/66           |                  |   |   |                  |                  |

### Klasyfikacja według miast
Stan na 31.05.2022.
| Miasto      | Liczba tytułów | Kluby               |
| ----------- | -------------- | ------------------- |
| Belfast     | 2              | Linfield F.C. (2)   |
| Coleraine   | 1              | Coleraine F.C. (1)  |
| Londonderry | 1              | Derry City F.C. (1) |